# 宁瀛
宁瀛（1959年10月—），女，出生于北京，中国导演。

## 经历
- 1978年考入北京电影学院录音系，1981年赴意大利罗马电影实验中心求学，1987年毕业。
- 1985年至1987年，任贝尔托鲁奇执导影片《末代皇帝》的副导演。
- 1987年底进入北京电影制片厂任导演。
- 1988年，任李少红执导影片《银蛇谋杀案》副导演。

## 执导电影
- 《有人偏偏爱上我》 (1990年)
- 《找乐》 (1992年)
- 《民警故事》 (1995年)
- 《夏日暖洋洋》(2000年)
- 《希望之旅》 (2002年，纪录片)
- 《无穷动》 (2005年)
- 《A面B面》 (2010年)
- 《警察日记》 (2014年)

## 外部連結
- 宁瀛在互联网电影资料库（IMDb）上的資料（英文）
- 中文電影資料庫: 寧瀛（页面存档备份，存于）